# پیر لوئیجی برسانی
پیر لوئیجی بِرسانی ((به ایتالیایی: Pier Luigi Bersani)؛ زادهٔ ۲۹ سپتامبر ۱۹۵۱) یک سیاست‌مدار اهل ایتالیا است.
وی همچنین برنده جوایزی همچون لژیون دونور شده است.